# Брондегаард, Вагн
Вагн Брондегаард (24 июля 1919 — 2 февраля 2014) — датский этноботаник и исследователь фольклора, специализировавшийся на изучении использования растений в народной медицине.

## Биография
Вагн Брондегаард (наст. имя Йоргенсен) родился на ферме Брондегаард, на датском острове Мён. По большей части был самоучкой, но изучал германистику и ботанику в Германии, в Гейдельберге и Ростоке. В течение нескольких лет также был учеником немецкого этноботаника Генриха Марцелла (1885—1970), и тогда его особенно интересовали исследования популярных названий растений — любимая область Марцелла. Когда советская армия вошла в Германию, Брондегаард вернулся на родину в Данию. На жизнь зарабатывал в основном написанием в датские газеты и журналы статей на народную тематику, в том числе об этноботанике, которая в то время пользовалась большим спросом, и одновременно развивал материал и предметную область в плане исследований. Будучи по сути автодидактом и частным лицом, стоял вне университетского мира, но поддерживал в нем хорошие контакты.
На протяжении всей своей жизни Брондегаард был увлечён народными знаниями об использовании растений, в основном в Дании, а также в других скандинавских странах, Европе и мире. Помимо более общих этнобиологических очерков, основными темами его статей были:
- названия растений
- народная медицина и лекарственные растения, включая афродизиаки, контрацептивы и абортивные средства
- использование растений и их стоимость
- растительные волокна и другие полезные растения
- детские игры и растения как игрушки

Главными работами Брондегаарда стали три книги по датской этноботанике: Folk og flora: dansk etnobotanik 1-4 (1978—1980 / новое издание 1987), Folk og fauna: dansk etnozoologi 1-3 (1985—1986), а также Folk og fæ: dansk husdyr etnologi 1-2 (1992). Это обширный обзор датской литературы с убедительными аргументированными рассуждениями, дополненными интересными рассказами, касающимися отношений человека с растениями и животными. Эти серии книг занимают ведущее место на международном уровне по уровню охвата, дизайна и качества. В 1985 году также опубликовал на немецком языке книгу Ethnobotanik. Pflanzen in Brauchtum, in der Geschichte und Volksmedizin («Этноботаника. Растения в региональных обычаях, в истории и народной медицине»).
В 2005 году Брондегаард стал почётным доктором Шведского университета сельскохозяйственных наук. За два года до этого Королевская шведская академия сельского и лесного хозяйства (KSLA) приобрела его библиотеку. Коллекция книг описана и внесена в каталог с текстами на шведском и английском языках. KSLA также посмертно опубликовала сборник статей, включающий около восьмидесяти научных эссе Брондегаарда на датском языке, треть из которых ранее не публиковалась. В эту книгу также вошли шесть вводных статей об исследованиях и этнобиологии Брондегаарда, а также библиография его публикаций. Кроме того, KSLA опубликовала книгу «Brøndegaard y la etnobotánica española» — одну из неопубликованных полевых работ Брондегаарда 1970-х годов, посвященную народным названиям растений в андалузской сельской местности.
Скончался в Нюкёбинг-Фальстере 2 февраля 2014 года.